# Kurungan Nyawa
Kurungan Nyawa is een bestuurslaag in het regentschap Ogan Komering Ulu van de provincie Zuid-Sumatra, Indonesië. Kurungan Nyawa telt 3802 inwoners (volkstelling 2010).